# Paweł Zieliński (informatyk)
Paweł Piotr Zieliński – polski informatyk, profesor nauk ścisłych i przyrodniczych.

## Życiorys
W 1993 ukończył studia informatyczne na Uniwersytecie Wrocławskim, w 1997 obronił pracę doktorską pt. Wyznaczanie rozwiązań niezdominowanych w zadaniu programowania liniowego z nieprecyzyjnie określonymi współczynnikami w funkcji celu, której promotorem był dr hab. Stefan Chanas, w 2009 habilitował się na podstawie pracy zatytułowanej Wybrane zagadnienia dyskretnej optymalizacji z nieprecyzyjnie określonymi parametrami. W 2021 uzyskał tytuł profesora nauk ścisłych i przyrodniczych.
Został zatrudniony w Politechnice Wrocławskiej i w Politechnice Opolskiej.